# Johan Berndt Westenius
Johan Berndt Westenius, född 18 juli 1827 i Veddige socken, död 27 december 1907 i Danderyds socken, var en svensk tidningsman.
Johan Berndt Westenius var son till backstugusittaren Lars Knutsson och Maria Hansdotter. Han avlade folkskollärarexamen 1847 och var därefter skollärare i Halland till 1861, då han övergick till journalistiken. Efter att ha medarbetat i olika tidningar bland annat i Kristianstad, var han 1868–1869 redaktör för Malmö Handels- och Sjöfartstidning. Som radikal och pacifist deltog han ivrigt i det politiska livet. Han var 1868–1869 ordförande i den nystartade skånska filialen av Nyliberala partiet, Demokratiska sällskapet. 1871–1883 redigerade han i Malmö tidning Framåt!, som vann åtskillig spridning och blev ett banér för den skånska demokratin, men ådrog sig de konservativas ovilja. Två gånger, 1876 och 1878, fick Westenius avtjäna fängelsestraff för tryckfrihetsbrott, sista gången på grund av artiklar om sagolandet Laputa, som antogs syfta på förhållandena i Danmark under dess konservativa regim. 1886 slog Westenius sig ned i Stocksund och ägnade återstoden av sitt liv åt nykterhetspropaganda. Vid världsstorlogemötet i Des Moines 1893 representerade han svenska storlogen av Godtemplarorden, varefter han i två års tid studerade nykterhetsarbetet i USA. Westenius var en ivrig förbudsvän, och det var på hans initiativ som de allmänna svenska nykterhetskonferenserna på 1890-talet utbyttes mot förbudskongresser.